# Calapatell
El Calapatell més conegut com a Woggle-Bug (en anglès) és un personatge de la literatura, on en els llibres d'Oz, escrits per L. Frank Baum se'n fa referència. En la literatura és el millor i el més ben educat de la seva espècie. Zoològicament parlant és un Insecte d'unes quatre línies de llarg, amb unes ales superiors més curtes que el cos. És de color cendra, menys en la part posterior que presenta color coure. Es posa en el blat i el rosega de tal manera que queda només la càscara, a més a més, deixa un gust pèsim a la farina que surt d'aquell blat que mai arriba a fermentar.
Sovint se l'associa amb insectes hemípters descrits en la zoologia real, deixant de banda la literatura.

## Descripció literaria en els llibres d'Oz
El Calapatell ha estat educat a fons gràcies al professor Nowitall. El Calapatell és més aviat plà, amb una esquena lluent de color marró fosc i un color marró clar a ratlles i frontal blanc. El seu nas acaba en una antena amb forma d'espiral i les orelles s'assemblen a les cues d'un porc. Porta un frac de color blau fosc amb un folre de seda groga i una flor al trau, una armilla blanca, calces de color marró groguenc, i un barret de copa. Té una afició per fer jocs de paraules, i pot ser una mica aclaparador per intentar impressionar als altres amb la seva condició completament educada.